# Обертин
Оберти́н (укр. Обертин) — посёлок в Ивано-Франковском районе Ивано-Франковской области Украины. Административный центр Обертинской поселковой общины.

## История
В 1531 г. в окрестностях произошло крупное сражение поляков и молдаван.
В январе 1989 года численность населения составляла 3584 человек.
На 1 января 2013 года численность населения составляла 3191 человек.